# Серебряная дорога
«Серебряная дорога» (англ. Silver Road) — канадская короткометражная гей-драма 2007 года о двух друзьях с детства, которые должны попрощаться друг с другом. Хотя в фильме затрагивается тема каминг-аута, по сути он о сложности и тонкостях мужской любви и дружбы.

## Сюжет
Дэнни и Марк дружат с детства и проводили каникулы вместе: Марк работал на ферме отца, а Дэнни приехал из Торонто отдыхать в летнем лагере. И вот пришло время расставаться: Дэнни уезжает в город, чтобы продолжать учёбу, а Марк остаётся работать на ферме, чтобы когда-нибудь заработать и накопить денег на свою собственную землю. Парни очень привязаны друг к другу. Они с трудом пытаются преодолеть неловкость и подобрать слова для прощания. Дэнни давно и тайно влюблён в Марка. Наконец, набравшись смелости, он решился его поцеловать. Марк напуган и ошеломлён. Он испытывает глубокое желание принять признание Дэнни, а также эмоциональный удар от осознания, что они больше никогда не будут общаться. Насколько сильна связь между парнями, становится ясно в финале фильма.

## В ролях
| Актёр           | Роль  |
| --------------- | ----- |
| Джонатан Кельтц | Марк  |
| Эндрю Хэйчи     | Дэнни |

## Релиз
Фильм в 2008 году фильм участвовал в программах следующих кинофестивалей:
- 22-й Кинофестиваль лесбиянок и геев в Лондоне
- 17-й Международный фестиваль Verzaubert (Мюнхен, Берлин, Франкфурт, Кёльн)
- Гей и лесби кинофестиваль в Майами
- Кинофестиваль Pink Apple в Цюрихе
- Фестиваль FilmOut в Сан-Диего (США)
- Гей и лесби кинофестиваль в Манчестере
- Фестиваль Iris Prize в Кардиффе
- 32-й Фестиваль Frameline в Сан-Франциско[3]
- 13-й ЛГБТ-кинофестиваль в Сиэтле[4]

## Интересные факты
- Хотя в Канаде фильм был встречен холодно, его хорошо приняли в Европе и США.
- Сценарий к «Серебряной дороге» Биллом Тэйлором был написан всего за 20 минут.
- Самой сложной для съёмок была сцена в автомобиле, когда выключили передний свет. Безлунной ночью через лобовое стекло её удалось снять лишь с третьего раза[5].

## Саундтрек
В фильме звучит песня «Это не похоже на дом» (This is not like home) в исполнении канадской группы Great Lake Swimmers.